# Мамбетово
Мамбе́тово (рос. Мамбетово, башк. Мәмбәт) — присілок у складі Хайбуллінського району Башкортостану, Росія. Входить до складу Маканської сільської ради.
Населення — 529 осіб (2010; 548 в 2002).
Національний склад:
- башкири — 100%